# Цифровая информация
Цифровая информация –  разновидность информации в электронном виде; объект права, участвующей в гражданском и торговом обороте, фиксация, хранение и  передача которой обеспечивается исключительно цифровыми (информационными) технологиями, технологически единой (неделимой) и  не обладающей материально выраженными характеристиками.

## Понятие
Согласно статье 2 Федерального закона от 27  июля 2006  г. №  149-ФЗ «Об информации, информационных технологиях и  о  защите информации» информацией признаются любые сведения, сообщения и данные независимо от формы их представления. Цифровую информацию относят к "иному виду имущества" . Условием признания цифровой информации объектом права является отсутствие дублирования сущности двух и более объектов права (например, безналичные деньги уже являются цифровой записью).

## Виды цифровой информации
- цифровая валюта[5][6][7];
- токен (криптовалюта) [8];
- электронная подпись [9];
- Big Data [10];
- доменные имена [11];
- аккаунт (в том числе, бизнес-аккаунт социальных сетей)  [12];
- цифровые отпечатки сайтов (web-архив)[13];[14];
- информация поисковых агрегаторов [15];
- виртуальное имущество [16];
- цифровой двойник[17] и др.

## Признаки цифровой информации
- способность участия их в гражданском и торговом обороте в качестве блага (актива);
- фиксация, хранение и передача обеспечивается исключительно цифровыми (информационными) технологиями;
- технологически целостная единая (неделимая);
- отсутствие материального выражения характеристик (свойств).

Цифровая информация может рассматриваться и как бестелесный объект права, но в конечном счете она всегда связана с материальным носителем, ибо хранится на жестком диске или карте памяти.
При рассмотрении цифровой информации как соответствующего контента сведений (цифр, кодов и алгоритмов) формируется ее «вторая» сущность, близкая к движимым объектам права, неделимая и сложная.

## Мировой опыт

### Россия
Цифровая информация, к которой, в частности, могут быть отнесены цифровые финансовые активы, представляют собой не только электронную форму фиксации прав (например, права участия в капитале непубличного акционерного общества), но и непосредственно актив, например, право требовать передачи эмиссионных ценных бумаг, предусмотренных решением о выпуске цифровых финансовых активов (напр.,см.: статья 1 и 12 Федерального закона от 31.07.2020  г. №  259-ФЗ «О цифровых финансовых активах, цифровой валюте и о внесении изменений в отдельные законодательные акты Российской Федерации»).

### Белоруссия
Нераскрытая информация признается объектом гражданских прав (статья 128 Гражданского кодекса Республики Беларусь).

### Азербайджан
К объектам гражданских правоотношений отнесены любые материальные или нематериальные блага, имеющие имущественную или неимущественную стоимость (статья 4 Гражданского кодекса Азербайджанской Республики).

### Украина
Любая информация признается объектом права (статья 177 Гражданского кодекса Украины).

### Казахстан
Цифровые активы отнесены к категории имущества, которое создано в электронно-цифровой форме с применением средств криптографии и компьютерных вычислений, не являющееся финансовым инструментом, а также электронно-цифровая форма удостоверения имущественных прав (статья 115 Гражданского кодекса Республики Казахстан и  статья  1 Закона РК от 24.11.2015 г. № 418-V «Об информатизации»).